# Ekonomia polityczna reform
Treść tego artykułu może nie być zgodna z zasadami neutralnego punktu widzenia.
 Po wyeliminowaniu niedoskonałości należy usunąć szablon {{Dopracować}} z tego artykułu.
Ekonomia polityczna reform – dosłowne tłumaczenie bardziej spotykanego w literaturze anglojęzycznej wyrażenia political economy of reform(s) (skracanego jako PER).

Jak słusznie zauważa Peter Auer, OECD podaje jedną z najbardziej dokładnych i zwięzłych definicji PER: „the way in which political and institutional factors influence the design, decision-making process, adoption and implementation of reforms”. Olofsgård podkreśla, że tak naprawdę literatura dotycząca PER najczęściej koncentruje się na przyczynach braku optymalnych reform bardziej niż na przyczynach skutecznego wprowadzania reform.  Alesina, Ardagni i Trebbi dają temu przykład uznając, że centralne pytanie w PER jest następujące: „Why certain societies follow for long periods policies that are costly and unsuitable?”. Kim i Pirtillä z kolei uzupełniają to kolejnymi pytaniami: „How is reform progress determined? What determines support for reform? How can reform be best implemented? Is there an optimal speed and sequencing of reform?”. Alesina, Ardagni i Trebbi wskazują na to, iż zagadnienie to ma kluczowe znaczenie dla political economics. Rozróżniają przy tym to, czego PER może dotyczyć. Dzielą obszary PER na dwie kategorie: stabilizacje i zmiany strukturalne. Stabilizacje dotyczą deficytów budżetowych oraz inflacji. Zmiany strukturalne odnoszą się do liberalizacji rynku dóbr, environment regulation, liberalizacji handlu i reform rynku pracy.